# NGC 819
NGC 819 é uma galáxia espiral (S?) localizada na direcção da constelação de Triangulum. Possui uma declinação de +29° 14' 05" e uma ascensão recta de 2 horas, 8 minutos e 34,5 segundos.
A galáxia NGC 819 foi descoberta em 20 de Setembro de 1865 por Heinrich Louis d'Arrest.